# Stenogobius
Stenogobius é um género de peixe da família Gobiidae.
Este género contém as seguintes espécies:
- Stenogobius alleni
- Stenogobius beauforti
- Stenogobius blokzeyli
- Stenogobius caudimaculosus
- Stenogobius fehlmanni
- Stenogobius genivittatus
- Stenogobius gymnopomus
- Stenogobius hawaiiensis
- Stenogobius hoesei
- Stenogobius ingeri
- Stenogobius kenyae
- Stenogobius kyphosus
- Stenogobius lachneri
- Stenogobius laterisquamatus
- Stenogobius macropterus
- Stenogobius marinus
- Stenogobius marqueti
- Stenogobius mekongensis
- Stenogobius ophthalmoporus
- Stenogobius polyzona
- Stenogobius psilosinionus
- Stenogobius randalli
- Stenogobius squamosus
- Stenogobius zurstrassenii
- Stenogobius yateiensis